# Ancelle (Hautes-Alpes)
Pour les articles homonymes, voir Ancelle.
Cet article possède des paronymes, voir Auxelles-Haut et Auxelles-Bas.
Ancelle est une commune française située dans le département des Hautes-Alpes, en région Provence-Alpes-Côte d'Azur.

## Géographie
Le village d'Ancelle est situé au sud du haut-Champsaur, à l'écart du Drac, à 1 350 mètres d'altitude, entouré par les sommets de la Petite Autane (2 519 m), de la Grande Autane (2 782 m), du Piolit (2 464 m), de l'Arche (2 256 m) et du puy de Manse (1 637 m).
Le village et ses principaux hameaux entourent la plaine de Lachaup, vaste étendue de deux kilomètres de diamètre et d'une altitude moyenne de 1 300 mètres, résultant de l'assèchement, dans les premiers siècles de notre ère, d'un lac glaciaire résiduel.
La commune est principalement étendue autour du torrent de la Roanne, qui la traverse d'est en ouest, et devient ruisseau d'Ancelle en aval. Cependant, elle se jette dans le Drac puis par la suite dans le fleuve de l'Isère au niveau de Grenoble et finit sa course dans les eaux salées de la Méditerranée.
La commune est composée de plusieurs hameaux distincts et assez distants les uns des autres ; par ordre d'importance décroissante : le Village, le Château, les Matherons, Saint-Hilaire, les Faix, les Taillas, Moissière, le Collet (ce dernier sur le versant sud).
Ancelle est située à 100 km de Grenoble et à 17 km de Gap.

### Climat
Pour des articles plus généraux, voir Climat de Provence-Alpes-Côte d'Azur et Climat des Hautes-Alpes.
En 2010, le climat de la commune est de type climat des marges montargnardes, selon une étude du Centre national de la recherche scientifique s'appuyant sur une série de données couvrant la période 1971-2000. En 2020, Météo-France publie une typologie des climats de la France métropolitaine dans laquelle la commune est exposée à un climat de montagne ou de marges de montagne et est dans la région climatique Alpes du sud, caractérisée par une pluviométrie annuelle de 850 à 1 000 mm, minimale en été.
Pour la période 1971-2000, la température annuelle moyenne est de 7,4 °C, avec une amplitude thermique annuelle de 16,1 °C. Le cumul annuel moyen de précipitations est de 1 070 mm, avec 8 jours de précipitations en janvier et 6,4 jours en juillet. Pour la période 1991-2020, la température moyenne annuelle observée sur la station météorologique de Météo-France la plus proche, « St Jean-St-Nicolas », sur la commune de Saint-Jean-Saint-Nicolas à 5 km à vol d'oiseau, est de 8,8 °C et le cumul annuel moyen de précipitations est de 943,2 mm. 
La température maximale relevée sur cette station est de 34,1 °C, atteinte le 28 juin 2019 ; la température minimale est de −19,7 °C, atteinte le 5 février 2012,,.
Les paramètres climatiques de la commune ont été estimés pour le milieu du siècle (2041-2070) selon différents scénarios d'émission de gaz à effet de serre à partir des nouvelles projections climatiques de référence DRIAS-2020. Ils sont consultables sur un site dédié publié par Météo-France en novembre 2022.

## Urbanisme

### Typologie
Au 1er janvier 2024, Ancelle est catégorisée commune rurale à habitat dispersé, selon la nouvelle grille communale de densité à 7 niveaux définie par l'Insee en 2022.
Elle est située hors unité urbaine. Par ailleurs la commune fait partie de l'aire d'attraction de Gap, dont elle est une commune de la couronne,. Cette aire, qui regroupe 73 communes, est catégorisée dans les aires de 50 000 à moins de 200 000 habitants,.

### Occupation des sols
L'occupation des sols de la commune, telle qu'elle ressort de la base de données européenne d’occupation biophysique des sols Corine Land Cover (CLC), est marquée par l'importance des forêts et milieux semi-naturels (77,7 % en 2018), en diminution par rapport à 1990 (81,2 %). La répartition détaillée en 2018 est la suivante :
espaces ouverts, sans ou avec peu de végétation (27,8 %), milieux à végétation arbustive et/ou herbacée (27,7 %), forêts (22,2 %), zones agricoles hétérogènes (10,7 %), prairies (9,2 %), zones urbanisées (2,4 %).
L'évolution de l’occupation des sols de la commune et de ses infrastructures peut être observée sur les différentes représentations cartographiques du territoire : la carte de Cassini (XVIIIe siècle), la carte d'état-major (1820-1866) et les cartes ou photos aériennes de l'IGN pour la période actuelle (1950 à aujourd'hui).

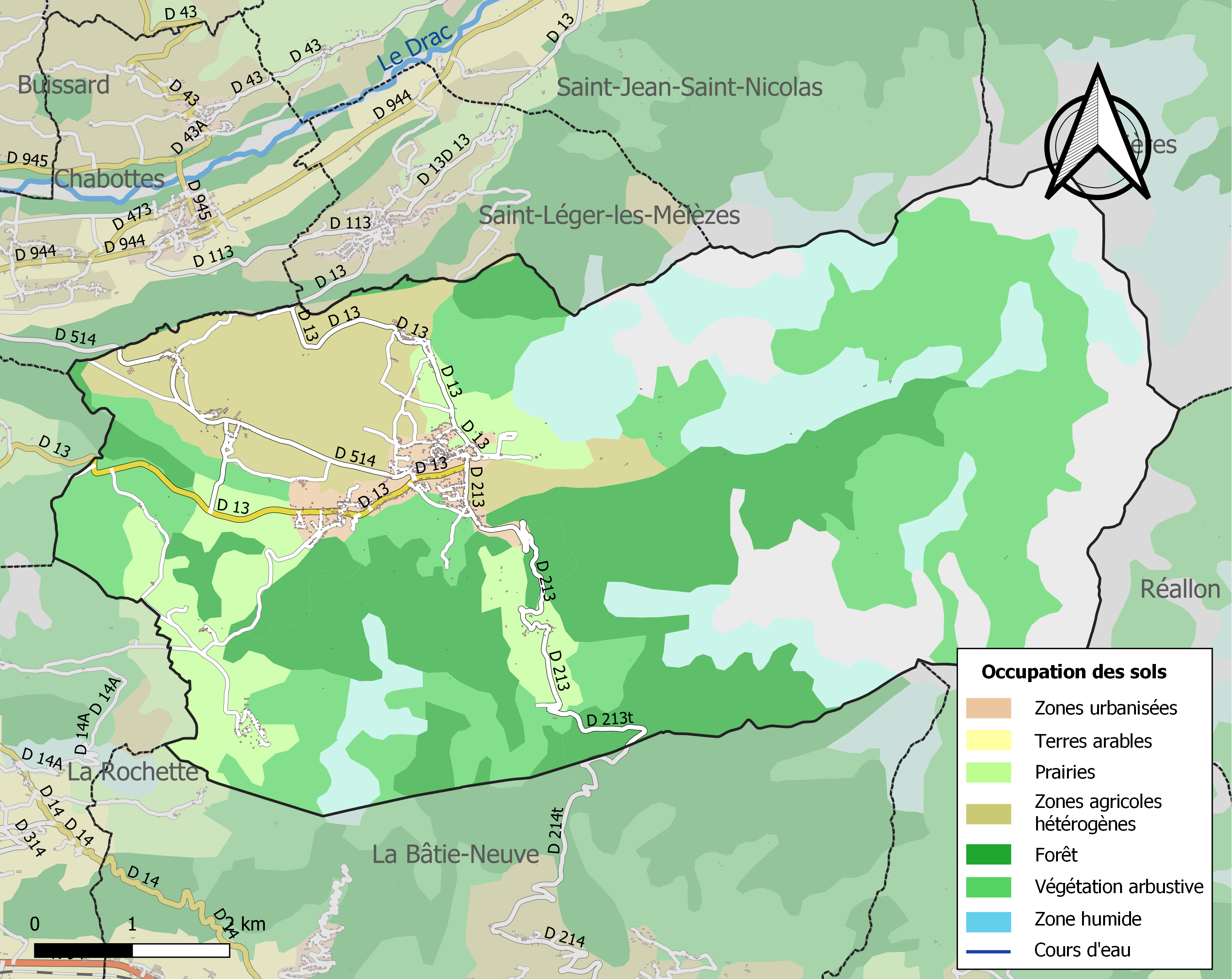
Carte de l'occupation des sols de la commune en 2018 (CLC).

### Habitat et logement
En 2018, le nombre total de logements dans la commune était de 1 792, alors qu'il était de 1 707 en 2013 et de 1 574 en 2008.
Parmi ces logements, 24,3 % étaient des résidences principales, 73,2 % des résidences secondaires et 2,6 % des logements vacants. Ces logements étaient pour 27,3 % d'entre eux des maisons individuelles et pour 72,5 % des appartements.
Le tableau ci-dessous présente la typologie des logements à Ancelle en 2018 en comparaison avec celle des Hautes-Alpes et de la France entière. Une caractéristique marquante du parc de logements est ainsi une proportion de résidences secondaires et logements occasionnels (73,2 %) extrêmement supérieure à celle du département (45,5 %) et à celle de la France entière (9,7 %). Concernant le statut d'occupation de ces logements, 73,6 % des habitants de la commune sont propriétaires de leur logement (67,6 % en 2013), contre 60,6 % pour les Hautes-Alpes et 57,5 % pour la France entière.
| Typologie                                               | Ancelle | Hautes-Alpes | France entière |
| ------------------------------------------------------- | ------- | ------------ | -------------- |
| Résidences principales (en %)                           | 24,3    | 48,6         | 82,1           |
| Résidences secondaires et logements occasionnels (en %) | 73,2    | 45,5         | 9,7            |
| Logements vacants (en %)                                | 2,6     | 5,8          | 8,2            |

## Toponymie
Le nom de la localité est attesté sous la forme sous le nom de Ancilla  dès 739.
En occitan alpin, la commune se nomme Ancela.
Au VIIIe siècle, Abbon, propriétaire des terres environnantes, aurait confié un forest (pâturage) situé dans cette plaine à une de ses servantes (en latin ancilla) ; le nom d'Ancelle en serait dérivé.

## Histoire
L'histoire d'Ancelle est mal connue.

### Moyen Âge
Le village d'Ancelle, bâti à 1 300 mètres d'altitude et entouré par plusieurs hauts sommets, est le type par excellence d'un pays sauvage et désolé, enseveli sous la neige pendant de longs mois, ses terres maigres et peu profondes ne produisaient que des céréales pauvres et ne permettaient d'entretenir qu'un bétail étique. L'homme n'est donc pas venu y établir un domicile, il y a été contraint. En effet, fixés en 412 dans le Dauphiné, les Wisigoths durent être refoulés dans les hautes vallées vers 438 par les invasions burgondes.
En 739, une communauté y est établie, dépendant de l'abbaye de la Novalaise.
Au XIe siècle, le comte de Provence aurait conquis le pays, et en aurait confié l'administration à Alleaume de Faudon, dont les descendants s'installèrent sur la crête, au sud, autour de la tour Saint-Philippe, à 1 700 mètres d'altitude. Le village de Faudon est abandonné dès le XIIIe siècle, et un nouveau village construit en bordure de la plaine.
Les 5 et 6 novembre 1312, Jean II séjourne à Ancelle.
La terre d’Ancelle était divisée en plusieurs coseigneuries au moyen-âge. Les principales familles qui les ont possédées sont les familles, : 
- XIe siècle, XVe siècle : Faudon, Rodolphe d'Ancelle, Philochi, Artaud, Rambaud, Montauban, Isoard.
- XVe siècle, XVIIIe siècle : Orcières, Martin de Champoléon.

En 1425, Ancelle est pillé et brûlé par une compagnie de Lombards au service de la France.
C'est à partir d'Ancelle qu'a été construit, à partir de 1450, le premier canal d'irrigation dirigé vers les terres gapençaises.

### Temps modernes
Au début du XVIe siècle, les seigneurs du lieu vendent leurs possessions à des nobles gapençais, dont la famille Rambaud, qui se fait construire un château un peu à l'écart du village, au sud du ruisseau d'Ancelle. Ce château est aujourd'hui disparu, mais le hameau qui l'entourait a gardé le nom de Château d'Ancelle.

### Époque contemporaine
Le 21 septembre 1968, un avion de transport Broussard de l'Armée de l'air s'écrase au col de Moissière, tuant le pilote (capitaine Jean Salette) et cinq officiers commandos parachutistes de l'air de la base aérienne 701 de Salon-de-Provence, morts carbonisés (le chef de bataillon Jean Bousquet ainsi que les capitaines Yves Charpentier, Bernard Pergeline, Bernard Billiet et Max Bonnaud).

## Politique et administration

### Rattachements administratifs et électoraux

#### Rattachements administratifs
La commune se trouve dans l'arrondissement de Gap du département des Hautes-Alpes.
Elle faisait partie depuis 1801 du canton de Saint-Bonnet-en-Champsaur. Dans le cadre du redécoupage cantonal de 2014 en France, cette circonscription administrative territoriale a disparu, et le canton n'est plus qu'une circonscription électorale.

#### Rattachements électoraux
Pour les élections départementales, la commune fait partie depuis 2014 d'un nouveau  canton de Saint-Bonnet-en-Champsaur porté de 16 à 27 communes.
Pour l'élection des députés, elle fait partie de la deuxième circonscription des Hautes-Alpes.

### Intercommunalité
Ancelles était membre de la communauté de communes du Champsaur, un établissement public de coopération intercommunale (EPCI) à fiscalité propre créé fin 2001 et auquel la commune avait transféré un certain nombre de ses compétences, dans les conditions déterminées par le code général des collectivités territoriales.
Dans le cadre des dispositions de la loi portant nouvelle organisation territoriale de la République du 7 août 2015, qui prévoit que les établissements publics de coopération intercommunale (EPCI) à fiscalité propre doivent avoir un minimum de 15 000 habitants, cette intercommunalité a fusionné avec ses voisines pour former, le 1er janvier 2017, la communauté de communes Champsaur-Valgaudemar, dont est désormais membre la commune.

### Liste des maires
| Période                                  | Période                       | Identité           | Étiquette | Qualité                                                                 |
| ---------------------------------------- | ----------------------------- | ------------------ | --------- | ----------------------------------------------------------------------- |
| Les données manquantes sont à compléter. |                               |                    |           |                                                                         |
|                                          |                               |                    |           |                                                                         |
| 1974                                     | juin 2020                     | Gilbert Jourdan    |           | Retraité des artisans, commerçants et chefs d'entreprise Démissionnaire |
| juillet 2020                             | juillet 2022                  | Florent Basso      |           | Technicien Démissionnaire                                               |
| août 2022                                | En cours (au 19 janvier 2023) | Jean-Louis Clément |           | prothésiste audio                                                       |

## Population et société

### Démographie
L'évolution du nombre d'habitants est connue à travers les recensements de la population effectués dans la commune depuis 1793. Pour les communes de moins de 10 000 habitants, une enquête de recensement portant sur toute la population est réalisée tous les cinq ans, les populations de référence des années intermédiaires étant quant à elles estimées par interpolation ou extrapolation. Pour la commune, le premier recensement exhaustif entrant dans le cadre du nouveau dispositif a été réalisé en 2008.

En 2022, la commune comptait 966 habitants, en évolution de +6,15 % par rapport à 2016 (Hautes-Alpes : +0,4 %, France hors Mayotte : +2,11 %).
| 1793  | 1800  | 1806  | 1821  | 1831  | 1836  | 1841  | 1846  | 1851  |
| ----- | ----- | ----- | ----- | ----- | ----- | ----- | ----- | ----- |
| 1 174 | 1 220 | 1 353 | 1 173 | 1 104 | 1 183 | 1 165 | 1 163 | 1 196 |

| 1856  | 1861  | 1866  | 1872  | 1876  | 1881  | 1886  | 1891  | 1896  |
| ----- | ----- | ----- | ----- | ----- | ----- | ----- | ----- | ----- |
| 1 167 | 1 063 | 1 115 | 1 111 | 1 110 | 1 193 | 1 116 | 1 072 | 1 038 |

| 1901  | 1906 | 1911 | 1921 | 1926 | 1931 | 1936 | 1946 | 1954 |
| ----- | ---- | ---- | ---- | ---- | ---- | ---- | ---- | ---- |
| 1 014 | 949  | 891  | 850  | 800  | 762  | 715  | 707  | 573  |

| 1962 | 1968 | 1975 | 1982 | 1990 | 1999 | 2006 | 2008 | 2013 |
| ---- | ---- | ---- | ---- | ---- | ---- | ---- | ---- | ---- |
| 552  | 589  | 641  | 649  | 600  | 619  | 784  | 831  | 896  |

| 2018 | 2022 | - | - | - | - | - | - | - |
| ---- | ---- | - | - | - | - | - | - | - |
| 921  | 966  | - | - | - | - | - | - | - |

## Économie
Ancelle est d'abord un village centré sur l'agriculture et l'élevage, essentiellement ovin (six à sept mille têtes).
La plaine de Lachaup produit de bons fourrages, les pentes du Cuchon, des Autanes et du Piolit servent de pâturages.
Depuis les années 1950, Ancelle a développé un tourisme familial, destiné pour l'essentiel aux Marseillais : ski en hiver, promenade en été, Ancelle n'a rien d'une station comparable à Merlette ou à Superdévoluy.

### La station de ski
Créée en 1953, la station de ski est gérée par la commune. Le domaine skiable d'Ancelle représente 25 km de pistes sur trente hectares, dont les trois quarts bénéficient d'un enneigement artificiel, un stade de slalom et pour sports de glisse ainsi qu'un Snowpark. Il se déroule dans un cadre de moyenne montagne habillé d’une forêt de mélèzes. Le domaine skiable alpin est composé de quinze pistes : six vertes, cinq bleues, deux rouges et deux noires. Ancelle procède depuis 2010 à un important programme d'investissement visant à renouveler les installations existantes.[réf. nécessaire]

## Culture locale et patrimoine

### Lieux et monuments

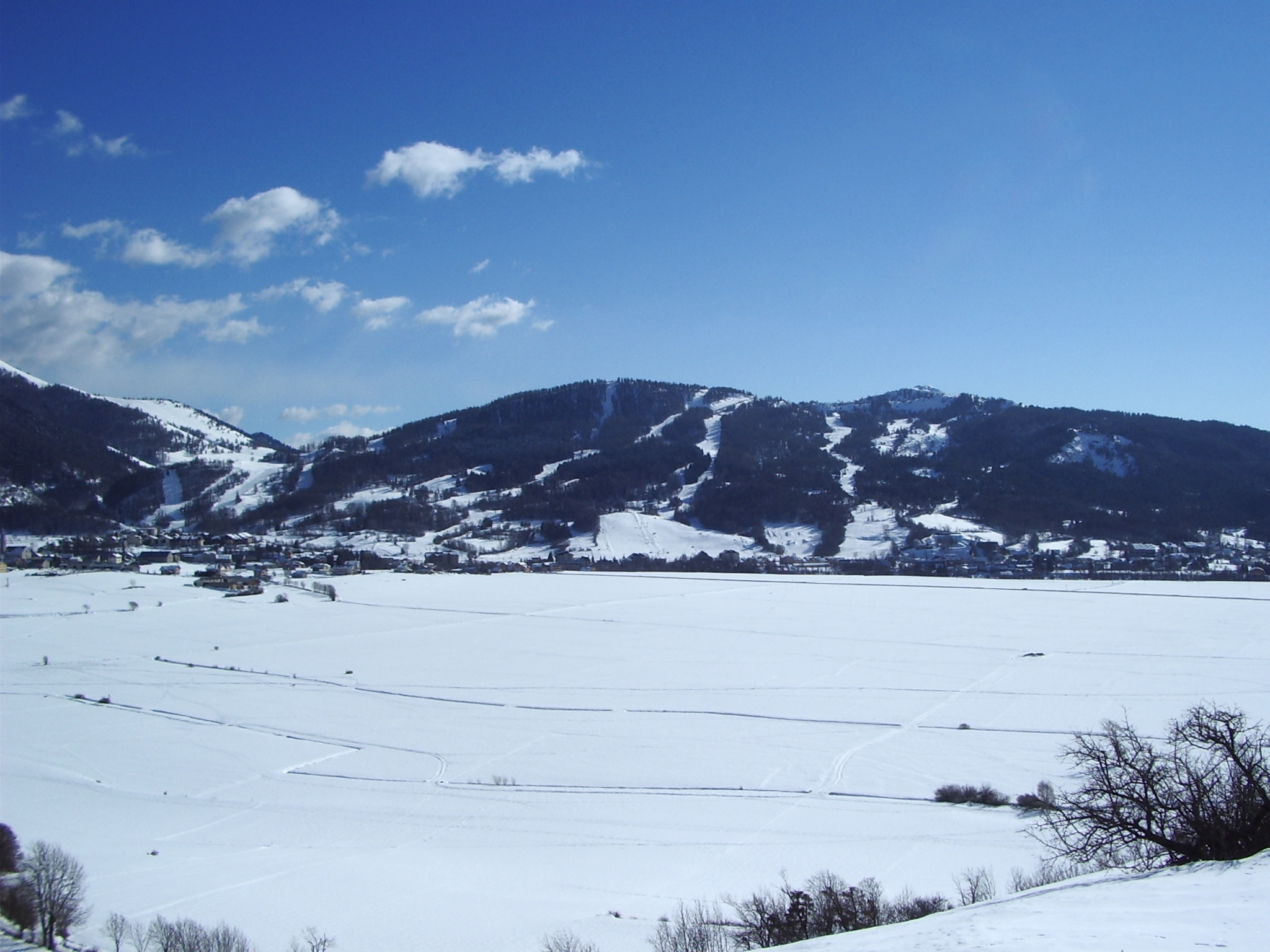
Ancelle.

- L'église Sainte-Catherine-d'Alexandrie, construite au XVIIe siècle et bénie en 1865.
- L'église Saint-Martin-de-Tours, construite au XIXe siècle.
- La chapelle Saint-Hilaire, construite au XIXe siècle.
- La chapelle Saint-Pierre-aux-Liens, construite en 1803.
- Le site de l'antique village de Faudon (ruines).
- Le château d'Hugues Rambaud, qui a été rasé. Vers 1890, Joseph Roman, historien des Hautes-Alpes, archiviste, archéologue… pouvait encore nous parler des ruines de ce château réparé à la fin du XVIe siècle par Jacques Rambaud, l'un des capitaines Furmeyer avant d'être vendu aux Provensal qui deviendront de puissants seigneurs du Gapençais. Il constatait qu'une partie des pierres a été utilisée pour construire certaines maisons du hameau de Château d'Ancelle. Il parlait notamment de la porte principale du style architectural de l'époque du roi Henri III, surmontée par un écusson de la famille Rambaud, qui posséda la seigneurie d'Ancelle. Le hameau est toujours aussi intéressant du point de vue architectural, mais vous ne trouverez même plus une pierre de ce vestige de notre passé, un cimetière entouré de parpaings a été construit à son emplacement.
- La stèle commémorative du crash aérien du 21 septembre 1968, qui tua six officiers, au col de Moissière (entre Ancelle et La Bâtie-Neuve)[25].

### Personnalités liées à la commune
- Famille d'Ancelle,
- Les frères Rambaud, les capitaines Antoine Rambaud de Furmeyer et Jacques Rambaud de Furmeyer, protestants, parents de Guillaume Farel et Lesdiguières, sont coseigneurs d'Ancelle jusqu'à l'arrivée des Provensal qui, depuis la fin du XVIe siècle, sont seigneurs d'Ancelle.
- Joseph Provensal de Lompré, ancien député des Hautes-Alpes, né à Ancelle en 1760.
- Sébastien Grosjean, joueur de tennis, y a passé ses premières années.
- Arnaud Clément, autre joueur de tennis aujourd'hui retraité, y a lui ses origines familiales.

### Héraldique

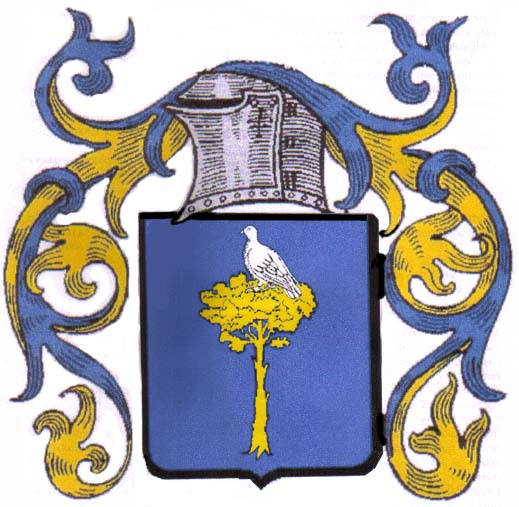
Blason des Rambaud de Montgardin et d'Ancelle : Alias d'azur, au pin d'or, chargé au sommet d'une colombe d'argent.

| Blason de Ancelle | Blason  | Parti d'argent et de sable au lion brochant de l'un en l'autre, armé et lampassé de gueules. |
| Blason de Ancelle | Détails | Le statut officiel du blason reste à déterminer.                                             |

## Pour approfondir